# Karel Mejta
Karel Mejta   (Třeboň, 18 de juny de 1928 - České Budějovice, 6 de novembre de 2015) fou un remer txec que va competir sota bandera txecoslovaca durant la dècada de 1950.
El 1952 va prendre part en els Jocs Olímpics d'Estiu de Hèlsinki, on guanyà la medalla d'or en la prova del quatre amb timoner del programa de rem. Formà equip amb Jiří Havlis, Jan Jindra, Stanislav Lusk i Miroslav Koranda.
En el seu palmarès també destaca una medalla d'or i una de bronze al Campionat d'Europa de rem, el 1953 i 1954.